# Rencontres EHL 2010-2011
Le tableau des rencontres de l'Euro Hockey League de la saison 2010-2011 se présente comme suit.

## Phase de Poule

### Groupe A
| Match 1 du Groupe A   | Reading HC | 7 - 2   | SC Sroitel Brest                                      | Athltic Terrassa, Terrassa                                                 |                                                                            |
| 29 octobre 2010 14h30 | Richard SPRINGHAM 8e Dave TYLER 16e Richard MANTELL 21e Chris CARGO 28e Simón MANTELL 30e Simón MANTELL 63e Warren D'SOUZA 65e | (5 – 0) | Aliaksandr HANCHAROU 49e Aliaksandr RADZIVINOVICH 55e | Arbitrage : Geoff CONN Fabian BLASCH Arbitrage Vidéo : Jose Manuel REQUENA | Arbitrage : Geoff CONN Fabian BLASCH Arbitrage Vidéo : Jose Manuel REQUENA |
| 29 octobre 2010 14h30 | | Rapport | Vitali ZYSHCHYK 9e                                    | Arbitrage : Geoff CONN Fabian BLASCH Arbitrage Vidéo : Jose Manuel REQUENA | Arbitrage : Geoff CONN Fabian BLASCH Arbitrage Vidéo : Jose Manuel REQUENA |

| Match 2 du Groupe A   | SC Sroitel Brest     | 0 - 12  | HC Bloemendaal | Athltic Terrassa, Terrassa                                               |                                                                          |
| 30 octobre 2010 14h30 |                      | (0 – 8) | Ronald BROUWER 1re Nick MEIJER 5e Olmer MEIJER 20e ; 29e Wouter JOLIE 22e Ronald BROUWER 23e Rogier HOFMAN 25e Roel BOVENDEERT 26e Olmer MEIJER 29e Rik van KAN 51e Ronald BROUWER 55e Teun de NOOIJER 59e Teun de NOOIJER 64e | Arbitrage : Will DRURY Andrew MAIR Arbitrage Vidéo : Jose Manuel REQUENA | Arbitrage : Will DRURY Andrew MAIR Arbitrage Vidéo : Jose Manuel REQUENA |
| 30 octobre 2010 14h30 | Ihar LITOUCHANKA 24e | Rapport | Thomas BOERMA 58e | Arbitrage : Will DRURY Andrew MAIR Arbitrage Vidéo : Jose Manuel REQUENA | Arbitrage : Will DRURY Andrew MAIR Arbitrage Vidéo : Jose Manuel REQUENA |

| Match 3 du Groupe     | HC Bloemendaal | 5 - 3 | Reading HC | Athltic Terrassa, Terrassa |  |
| 31 octobre 2010 14h30 |                | (–)   |            |                            |  |

### Groupe B
| Match 1 du Groupe B   | RC Bruxelles              | 2 - 4   | Rot-Weiss Köln                                                                     | Oranje Zwart, Eindhoven                                                   |                                                                           |
| 15 octobre 2010 12h00 | Tom BOON 52e Tom BOON 69e | (0 – 2) | Christopher ZELLER P.-S. Daniel MONTAG 25e Robbert KEMPERMAN 42e Daniel MONTAG 61e | Arbitrage : Hamish JAMSON Andrey ISAEV Arbitrage Vidéo : Jonas van ‘t HEK | Arbitrage : Hamish JAMSON Andrey ISAEV Arbitrage Vidéo : Jonas van ‘t HEK |
| 15 octobre 2010 12h00 |                           | Rapport | Philipp ZELLER 50e Tibor WEISSENBORN 69e                                           | Arbitrage : Hamish JAMSON Andrey ISAEV Arbitrage Vidéo : Jonas van ‘t HEK | Arbitrage : Hamish JAMSON Andrey ISAEV Arbitrage Vidéo : Jonas van ‘t HEK |

| Match 2 du Groupe B   | Club de Campo | 6 - 3   | RC Bruxelles                                       |                                                                             |                                                                             |
| 16 octobre 2010 09h30 | Edi TUBAU 19e Willy SCHICKENDANTZ 29e Cesar SAUQUILLO 30e Juan FERNÁNDEZ 39e Willy SCHICKENDANTZ 40e Koke RODRÍGUEZ 58e | (3 – 1) | Lucas DEMOT 15e Tom BOON 45e Thery BOURGOIGNIE 53e | Arbitrage : Christian BLASCH Dan BARSTOW Arbitrage Vidéo : Jonas van ‘t HEK | Arbitrage : Christian BLASCH Dan BARSTOW Arbitrage Vidéo : Jonas van ‘t HEK |
| 16 octobre 2010 09h30 | Oli MARKOWSKY 8e Eduardo AGUILAR 64e                                                                                    | Rapport |                                                    | Arbitrage : Christian BLASCH Dan BARSTOW Arbitrage Vidéo : Jonas van ‘t HEK | Arbitrage : Christian BLASCH Dan BARSTOW Arbitrage Vidéo : Jonas van ‘t HEK |

| Match 2 du Groupe B   | Rot-Weiss Köln                                  | 2 - 2   | Club de Campo                    | Oranje Zwart, Eindhoven                                                          |                                                                                  |
| 17 octobre 2010 17h00 | Philipp BRANDES 16e Fabian BAUWENS-ADENAUER 60e | (1 – 1) | Oli MARKOWSKY 19e Juan LAINZ 58e | Arbitrage : Roderick WIJSMULLER Hamish JAMSON Arbitrage Vidéo : Jonas van ‘t HEK | Arbitrage : Roderick WIJSMULLER Hamish JAMSON Arbitrage Vidéo : Jonas van ‘t HEK |
| 17 octobre 2010 17h00 | Timo WESS 50e                                   | Rapport | Eduardo AGUILAR 28e              | Arbitrage : Roderick WIJSMULLER Hamish JAMSON Arbitrage Vidéo : Jonas van ‘t HEK | Arbitrage : Roderick WIJSMULLER Hamish JAMSON Arbitrage Vidéo : Jonas van ‘t HEK |

### Groupe C
| Match 1 du Groupe C   | Beeston HC                                       | 3 - 2   | CA Montrouge                         | Atletic Terrassa, Terrassa                                                 |                                                                            |
| 30 octobre 2010 12h00 | Adam DIXON 18e Andrew MONTE 23e Martin JONES 62e | (2 – 0) | Olivier SANCHEZ 50e Martin MAYER 68e | Arbitrage : Marcelo SERVETTO Francesco PARISI Arbitrage Vidéo : Zoran ZRIM | Arbitrage : Marcelo SERVETTO Francesco PARISI Arbitrage Vidéo : Zoran ZRIM |
| 30 octobre 2010 12h00 | Timothy WHITEMAN 50e Alastair WILSON 53e         | Rapport | Thomas GOURDIN 9e Noud JANSEN 33e    | Arbitrage : Marcelo SERVETTO Francesco PARISI Arbitrage Vidéo : Zoran ZRIM | Arbitrage : Marcelo SERVETTO Francesco PARISI Arbitrage Vidéo : Zoran ZRIM |

| Match 2 du Groupe C   | CA Montrouge                                                | 2 - 4   | Atletic Terrassa                                                        | Atletic Terrassa, Terrassa                                            |                                                                       |
| 30 octobre 2010 12h00 | 20e (c.s.c) Edward PERRY 60e                                | (1 – 2) | Carlos BALLBE 6e Ignasi FREIXA 35e Ignasi FREIXA 36e Florian MICHEL 42e | Arbitrage : Andrew KENNEDY Fabian BLASCH Arbitrage Vidéo : Zoran ZRIM | Arbitrage : Andrew KENNEDY Fabian BLASCH Arbitrage Vidéo : Zoran ZRIM |
| 30 octobre 2010 12h00 | Anthony WRIGHT 30e Matthieu DURCHON 33e Olivier SANCHEZ 64e | Rapport |                                                                         | Arbitrage : Andrew KENNEDY Fabian BLASCH Arbitrage Vidéo : Zoran ZRIM | Arbitrage : Andrew KENNEDY Fabian BLASCH Arbitrage Vidéo : Zoran ZRIM |

| Match 3 du Groupe C   | Atletic Terrassa                    | 1 - 2   | Beeston HC                        | Atletic Terrassa, Terrassa                                     |                                                                |
| 31 octobre 2010 12h00 | Florian MICHEL 33e                  | (1 – 2) | Andrew MONTE 21e Andrew MONTE 26e | Arbitrage : Geoff CONN Will DRURY Arbitrage Vidéo : Zoran ZRIM | Arbitrage : Geoff CONN Will DRURY Arbitrage Vidéo : Zoran ZRIM |
| 31 octobre 2010 12h00 | Andreu ENRICH 44e Sergi ENRIQUE 64e | Rapport |                                   | Arbitrage : Geoff CONN Will DRURY Arbitrage Vidéo : Zoran ZRIM | Arbitrage : Geoff CONN Will DRURY Arbitrage Vidéo : Zoran ZRIM |

### Groupe D
| Match 1 du Groupe D   | RC Polo de Barcelona                    | 2 - 2   | Kelburn HC                              |                                                                    |                                                                    |
| 29 octobre 2010 17h00 | Gabriel DABANCH 34e Gabriel DABANCH 64e | (1 – 0) | Alan FORSYTH 46e Christopher NELSON 65e | Arbitrage : Andrew KENNEDY Will DRURY Arbitrage Vidéo : Zoran ZRIM | Arbitrage : Andrew KENNEDY Will DRURY Arbitrage Vidéo : Zoran ZRIM |
| 29 octobre 2010 17h00 | Alexandre FABREGAS 36e                  | Rapport |                                         | Arbitrage : Andrew KENNEDY Will DRURY Arbitrage Vidéo : Zoran ZRIM | Arbitrage : Andrew KENNEDY Will DRURY Arbitrage Vidéo : Zoran ZRIM |

| Match 2 du Groupe D   | Kelburn HC                         | 1 - 8   | East Grinstead HC |                                                                      |                                                                      |
| 30 octobre 2010 17h00 | 63e (c.s.c)                        | (0 – 5) | Darren CHEESMAN 6e Mark PEARN 8e Mats GRAMBUSCH 13e Ashley JACKSON 15e Gareth CARR 35e Ashley JACKSON 44e Wesley JACKSON 57e Gareth CARR 70e | Arbitrage : Francesco PARISI Geoff CONN Arbitrage Vidéo : Zoran ZRIM | Arbitrage : Francesco PARISI Geoff CONN Arbitrage Vidéo : Zoran ZRIM |
| 30 octobre 2010 17h00 | Mark RAPLH 17e Michael BREMMER 43e | Rapport | Rick GAY 18e Rick GAY 46e Mark PEARN 61e | Arbitrage : Francesco PARISI Geoff CONN Arbitrage Vidéo : Zoran ZRIM | Arbitrage : Francesco PARISI Geoff CONN Arbitrage Vidéo : Zoran ZRIM |

| Match 3 du Groupe D   | East Grinstead HC | -   | RC Polo de Barcelona |                                          |                                          |
| 31 octobre 2010 17h00 |                   | (–) |                      | Arbitrage : Arbitrage Vidéo : Zoran ZRIM | Arbitrage : Arbitrage Vidéo : Zoran ZRIM |

### Groupe E
| Match 1 du Groupe E   | Izmaylovo Moscow                                                 | 1 - 5   | KHC Dragons                                                                                           | Oranje Zwart, Eindhoven                                               |                                                                       |
| 15 octobre 2010 14h30 | Nikolay KOMAROV 14e                                              | (1 – 2) | Charles VANDEWEGHE 8e Florent VAN AUBEL 35e Felix DENAYER 39e Charles VANDEWEGHE 59e Gilles PETRE 60e | Arbitrage : Paco VAZQUEZ Warren McCULLY Arbitrage Vidéo : Marc KNULLE | Arbitrage : Paco VAZQUEZ Warren McCULLY Arbitrage Vidéo : Marc KNULLE |
| 15 octobre 2010 14h30 | Alexander PALYANITSA 9e Nikolay KOMAROV 20e Sergey BASHMAKOV 26e | Rapport | Felix DENAYER 51e                                                                                     | Arbitrage : Paco VAZQUEZ Warren McCULLY Arbitrage Vidéo : Marc KNULLE | Arbitrage : Paco VAZQUEZ Warren McCULLY Arbitrage Vidéo : Marc KNULLE |

| Match 2 du Groupe D   | Uhlenhorster HC                                                                                               | 6 - 0   | Izmaylovo Moscow                         | Oranje Zwart, Eindhoven                                                          |                                                                                  |
| 16 octobre 2010 12h00 | Kai GREMNITZ 12e Oliver KORN 15e Marco MILTKAU 18e Patrick BREITENSTEIN 21e Marco MILTKAU 60e Oliver KORN 65e | (4 – 0) |                                          | Arbitrage : Roderick WIJSMULLER Gregory UYTTENHOVE Arbitrage Vidéo : Marc KNULLE | Arbitrage : Roderick WIJSMULLER Gregory UYTTENHOVE Arbitrage Vidéo : Marc KNULLE |
| 16 octobre 2010 12h00 | Patrick BREITENSTEIN 66e                                                                                      | Rapport | Alexey POZDNYAKOV 34e Gras ARAKELYAN 60e | Arbitrage : Roderick WIJSMULLER Gregory UYTTENHOVE Arbitrage Vidéo : Marc KNULLE | Arbitrage : Roderick WIJSMULLER Gregory UYTTENHOVE Arbitrage Vidéo : Marc KNULLE |

| Match 3 du Groupe D  | KHC Dragons                                                                          | 4 - 2   | Uhlenhorster HC                            | Oranje Zwart, Eindhoven                                            |                                                                    |
| 17 octobre 2010 9h30 | Renaud PANGRAZIO 12e Charles VANDEWEGHE 22e Loick LUYPAERT 58e Florent VAN AUBEL 60e | (2 – 0) | Marco MILTKAU 51e Max NEUMANN 57e          | Arbitrage : Paco VASQUEZ Dan BARSTOW Arbitrage Vidéo : Marc KNULLE | Arbitrage : Paco VASQUEZ Dan BARSTOW Arbitrage Vidéo : Marc KNULLE |
| 17 octobre 2010 9h30 | Loic VANDEWEGHE 24e Jeremy CELIS 47e Eugene MAGEE 70e                                | Rapport | Patrick BREITENSTEIN 15e Moritz FÜRSTE 62e | Arbitrage : Paco VASQUEZ Dan BARSTOW Arbitrage Vidéo : Marc KNULLE | Arbitrage : Paco VASQUEZ Dan BARSTOW Arbitrage Vidéo : Marc KNULLE |

### Groupe F
| Match du Groupe |  | -   |  |  |  |
| Octobre 2010    |  | (–) |  |  |  |

| Match du Groupe |  | -   |  |  |  |
| Octobre 2010    |  | (–) |  |  |  |

| Match du Groupe |  | -   |  |  |  |
| Octobre 2010    |  | (–) |  |  |  |

### Groupe G
| Match du Groupe |  | -   |  |  |  |
| Octobre 2010    |  | (–) |  |  |  |

| Match du Groupe |  | -   |  |  |  |
| Octobre 2010    |  | (–) |  |  |  |

| Match du Groupe |  | -   |  |  |  |
| Octobre 2010    |  | (–) |  |  |  |

### Groupe H
| Match du Groupe |  | -   |  |  |  |
| Octobre 2010    |  | (–) |  |  |  |

| Match du Groupe |  | -   |  |  |  |
| Octobre 2010    |  | (–) |  |  |  |

| Match du Groupe |  | -   |  |  |  |
| Octobre 2010    |  | (–) |  |  |  |